# Odiel (periódico)
Odiel fue un periódico español editado en Huelva entre 1935 y 1984. Fundado poco antes del estallido de la Guerra civil, durante el transcurso de la misma se convirtió en órgano provincial de FET y de las JONS en Huelva. Durante la Dictadura franquista constituyó el único diario de ámbito provincial editado en Huelva.

## Historia
El diario Odiel fue fundado a finales de 1935 como órgano provincial de la coalición conservadora CEDA, bajo los auspicios del cacique local y antiguo dirigente maurista Dionisio Cano López. Uno de los cofundadores de la publicación, José Simón Valdevieso, pasó a ocupar el cargo de director.
El diario adoptaría una línea editorial muy crítica con el Frente Popular, coincidiendo con la campaña electoral para las elecciones de febrero de 1936. Tras el estallido de la Guerra civil el periódico pasó a apoyar desde sus páginas al Bando sublevado. En agosto de 1937 se fusionó con el diario La Provincia —hasta entonces el órgano de Falange en Huelva— y desde ese momento ejerció como órgano provincial de FET y de las JONS en Huelva. Posteriormente, la publicación se integraría en la Cadena de Prensa del Movimiento. A partir de 1942, con la clausura del tradicionalista Diario de Huelva, el diario Odiel se convirtió en el principal periódico editado en la provincia de Huelva. Este monopolio periodístico en el territorio onubense se mantendría hasta comienzos de la década de 1980, a pesar de lo cual el diario nunca tuvo una tirada superior a los 5.000 ejemplares. Durante los años de la Segunda Guerra Mundial el diario mantuvo una línea editorial claramente pronazi.
Tras la muerte de Franco pasó a integrarse en el organismo Medios de Comunicación Social del Estado. En una situación deficitaria, el Odiel fue puesto en venta por el Estado varias veces pero no encontró comprador. Finalmente sería clausurado en la primavera de 1984.

## Directores
Por la dirección del diario pasaron, entre otros, José Simón Valdevieso, Celestino Minguela, Pedro Álvarez Gómez, Ángel del Campo, Alejandro Daroca del Val, Antonio Gallardo Sánchez, José María Segovia Azcárate y Antonio Fernández Lera.